# Умершие в январе 1995 года
Это список известных людей, соответствующих установленным критериям значимости (см. Википедия:Критерии значимости персоналий), умерших в январе 1995 года.
Причина смерти указывается лишь в исключительных случаях (убийство, самоубийство, гибель в результате военных действий, смертная казнь, ДТП или несчастные случаи). В остальных случаях — не указывается.
- 1 января — Валерий Горобец (27) — Герой Российской Федерации.
- 1 января — Михаил Кучинский (83) — Герой Советского Союза.
- 1 января — Игорь Лелюх (27) — капитан, Герой Российской Федерации.
- 1 января — Александр Семеренко (36) — советский и российский военнослужащий, майор, заместитель начальника штаба 129-го мотострелкового полка, участник Первой чеченской войны, Герой Российской Федерации (1995, посмертно); погиб при штурме Грозного.
- 1 января — Карен Шишкин (19) — российский военнослужащий, рядовой, старший механик-водитель танка, участник Первой чеченской войны, Герой Российской Федерации (1995, посмертно); погиб в бою  при штурме Грозного.
- 2 января — Виктор Дикарев (76) — полковник Советской Армии, участник Великой Отечественной войны, Герой Советского Союза.
- 2 января — Иван Савин (41) — Герой Российской федерации.
- 2 января — Сиад Барре (75) — сомалийский государственный и военный деятель, президент Сомали (Сомалийской Демократической Республики) в 1969—1991.
- 2 января — Иван Чистяков (68) — советский и казахский актёр театра.
- 3 января — Юрий Моисеев (27) — советский и российский офицер, гвардии капитан танкист,  участник Первой чеченской войны Герой Российской Федерации (1995, посмертно); умер от ран, полученных в бою штурме Грозного.
- 3 января — Игорь Морев (28) — советский и российский офицер, гвардии капитан, командир минометной батареи,   участник Первой чеченской войны Герой Российской Федерации (1995, посмертно); убит при выполнении боевого задания штурме Грозного.
- 4 января — Владас Дрема (84) — литовский художник и музейный работник.
- 4 января — Валерий Носик (54) — советский и российский актёр театра и кино.
- 4 января — Андрей Семерников (89) — Герой Советского Союза.
- 6 января — Никита Ашурков (75) — Герой Советского Союза.
- 6 января — Игорь Корниенко (30) — советский и российский офицер, майор, участник Первой чеченской войны Герой Российской Федерации (1995, посмертно); погиб при штурме Грозного.
- 6 января — Джо Слово (68) — южноафриканский борец с апартеидом.
- 6 января — Аваль Сунарчин (83) — управляющий трестом «Востокнефтепроводстрой». Герой Социалистического Труда.
- 7 января — Анатолий Балдин (72) — Герой Советского Союза.
- 7 января — Галина Ковалёва (62) — советская и российская оперная певица.
- 7 января — Григорий Щедрин (82) — Герой Советского Союза.
- 8 января — Велта Вилциня (66) — советская, латвийская артистка балета.
- 8 января — Виталий Горин (23) — танкист, Герой Российской Федерации (1997).
- 8 января — Игорь Григорашенко (26) — российский офицер, старший лейтенант, есаул Оренбургского казачьего войска, участник Первой чеченской войны; погиб при штурме Грозного.
- 8 января — Гизела Мауэрмайер (81) — немецкая легкоатлетка, чемпионка летних Олимпийских игр 1936 года в Берлине по метанию диска.
- 8 января — Юрий Никитич (27) — российский командир разведывательной роты 234-го гвардейского парашютно-десантного Черноморского ордена Кутузова 3-й степени полка 76-й гвардейской воздушно-десантной Черниговской Краснознаменной дивизии, участник Первой чеченской войны гвардии капитан, Герой России (1995, посмертно); погиб в бою при штурме Грозного .
- 9 января — Ташмамат Джумабаев (70) — Герой Советского Союза.
- 9 января — Суфанувонг (85) — президент Лаосской Народно-Демократической Республики (ЛНДР) и председатель Верховного национального собрания ЛНДР в 1975—1986.
- 9 января — Джарджадзе, Николай Константинович (18)  — российский солдат, участник Первой чеченской войны, стрелок-гранатомётчик 337-го гвардейского парашютно-десантного полка, 104-й Гвардейской парашютно-десантной дивизии, Герой Российской Федерации (1995,посмертно), погиб в бою при штурме Грозного.
- 10 января — Борис Авилов-Карнаухов (84) — советский учёный, ректор Новочеркасского политехнического института.
- 10 января — Борис Гуревич (63) — советский борец классического стиля, олимпийский чемпион 1952 года.
- 10 января — Юрий Костюк (84) — советский писатель, сценарист.
- 10 января — Сергей Пятницких (35) — советский и российский военнослужащий, командир парашютно-десантного батальона 104-го гвардейского Краснознамённого парашютно-десантного полка 76-й гвардейской Черниговской Краснознамённой воздушно-десантной дивизии, гвардии подполковник, участник Первой чеченской войны. Герой Российской Федерации (1995, посмертно); погиб в бою при штурме Грозного.
- 11 января — Фёдор Акулишнин (79) — Герой Советского Союза.
- 11 января — Абрам Палей (101) — русский писатель-фантаст, поэт, очеркист.
- 11 января — Александр Фролов (76) — Герой Советского Союза.
- 12 января — Абрам Милейковский (83) — российский экономист, академик РАН.
- 13 января — Игорь Ахпашев (25) — российский офицер, танкист, участник Первой чеченской войны Герой Российской Федерации (1995, посмертно); погиб при штурме Грозного.
- 13 января — Джозеф Гингольд (85) — американский скрипач и музыкальный педагог.
- 13 января — Леонид Григорашенко (70) — молдавский советский график и живописец.
- 13 января — Немцов, Павел Николаевич (23) — российский офицер, старший лейтенант, танкист, участник Первой чеченской войны Герой Российской Федерации (1995, посмертно); погиб при штурме Грозного.
- 14 января — Юрий Кашкин (73) — советский, российский педагог. Народный учитель СССР.
- 15 января — Илья Стратейчук (79) — Герой Советского Союза.
- 16 января — Олег Ворожанин (25) — российский офицер, старший лейтенант, участник Первой чеченской войны, Герой Российской Федерации (1995, посмертно); погиб при штурме Грозного.
- 16 января — Анатолий Шастин (64) — русский советский, российский прозаик, детский писатель, журналист, литератор и краевед.
- 17 января — Василий Заякин (76) — Герой Советского Союза.
- 17 января — Николай Колесников (39) — советский и российский военнослужащий, — командир разведывательной роты 336-й бригады морской пехоты Балтийского флота, гвардии майор, участник Первой чеченской войны, Герой Российской Федерации (1995, посмертно); погиб в бою.
- 17 января — Дмитрий Любимов (80) — генерал-майор Советской Армии, участник Великой Отечественной войны.
- 18 января — Александр Петров (77) — Герой Советского Союза.
- 18 января — Василий Хижняк (82) — полный кавалер ордена Славы.
- 19 января — Григорий Гультяев (72) — полковник Советской Армии, участник Великой Отечественной войны, Герой Советского Союза.
- 22 января — Александр Бросалов (82) — участник Великой Отечественной войны, Герой Советского Союза.
- 23 января — Павел Головко (75) — участник Великой Отечественной войны, Герой Советского Союза.
- 24 января — Иван Гудимов (74) — участник Великой Отечественной войны, Герой Советского Союза.
- 24 января — Владимир Иванов (70) — советский актёр театра и кино, лауреат Сталинской премии.
- 24 января — Антон Идзковский (87) — известный футбольный вратарь и тренер.
- 24 января — Виктор Казаков (71) — участник Великой Отечественной войны, Герой Советского Союза.
- 24 января — Александр Курко (81) — Герой Советского Союза.
- 24 января — Анга Сандер (69) — советский учёный в области строительства, доктор технических наук.
- 25 января — Александр Манохин (74) — Герой Советского Союза.
- 25 января — Андрей Пуненко (76) — Полный кавалер Ордена Славы.
- 26 января — Мария Лисициан (87) — советский тренер по художественной гимнастике.
- 28 января — Афанасий Щеглов (83) — Герой Советского Союза.
- 29 января — Лукиян (Абрамкин) (90) — епископ Русской православной старообрядческой церкви, епископ епископ Клинцовско-Ржевский.
- 30 января — Джеральд Даррелл (70) — английский учёный-зоолог, писатель-анималист.
- 30 января — Иван Дёмин (70) — участник Великой Отечественной войны и полный кавалер ордена Славы.
- 31 января — Владимир Зенцов (69) — Герой Советского Союза.
- 31 января — Джордж Эбботт (107) — американский режиссёр, драматург и продюсер «живых», коммерческих фильмов.